# Charlie White
Charlie White (Royal Oak, 24 ottobre 1987) è un ex danzatore su ghiaccio statunitense.
In coppia con Meryl Davis ha vinto la medaglia d'oro ai Giochi olimpici invernali di Soči 2014, due campionati mondiali, un argento e un bronzo olimpici e tre medaglie d'oro ai Campionati dei Quattro continenti

## Palmarès
(Con White)
| Risultati | Risultati      | Risultati      | Risultati      | Risultati      | Risultati      | Risultati      | Risultati      | Risultati      |
| Internazionali | Internazionali | Internazionali | Internazionali | Internazionali | Internazionali | Internazionali | Internazionali | Internazionali |
| Evento | 2006–07        | 2007–08        | 2008–09        | 2009–10        | 2010–11        | 2011–12        | 2012–13        | 2013–14        |
| --- | -------------- | -------------- | -------------- | -------------- | -------------- | -------------- | -------------- | -------------- |
| Giochi olimpici invernali |                |                |                | 2°             |                |                |                | 1°             |
| Campionati mondiali | 7°             | 6°             | 4°             | 2°             | 1°             | 2°             | 1°             |                |
| Campionati dei Quattro continenti                                                                                             | 4°             | 2°             | 1°             |                | 1°             | 2°             | 1°             |                |
| GP Finale |                |                | 3°             | 1°             | 1°             | 1°             | 1°             | 1°             |
| GP Trophée Eric Bompard |                | 3°             |                |                |                |                |                |                |
| GP NHK Trophy | 4°             |                |                | 1°             | 1°             |                | 1°             | 1°             |
| GP Rostelecom Cup |                |                | 3°             | 1°             |                | 1°             |                |                |
| GP Skate America |                | 4°             |                |                | 1°             | 1°             | 1°             | 1°             |
| GP Skate Canada | 4°             |                | 1°             |                |                |                |                |                |
| Nebelhorn Trophy |                |                |                | 1°             |                |                |                |                |
| U.S. Classic |                |                |                |                |                |                |                | 1°             |
| Nazionali |                |                |                |                |                |                |                |                |
| Campionati statunitensi | 3°             | 2°             | 1°             | 1°             | 1°             | 1°             | 1°             | 1°             |
| Eventi a squadre |                |                |                |                |                |                |                |                |
| Giochi olimpici invernali |                |                |                |                |                |                |                | 3° S 1° P      |
| World Team Trophy |                |                |                |                |                | 2° S 1° P      |                |                |
| GP = Grand Prix S = Risultato della squadra; P = Risultato personale; Medaglie assegnate solo per il risultato della squadra. |                |                |                |                |                |                |                |                |

### Risultati anteriori al 2006
| Risultati                                                                                      | Risultati              | Risultati              | Risultati              | Risultati              | Risultati              | Risultati              | Risultati              | Risultati              | Risultati              |
| Internazionali: Junior                                                                         | Internazionali: Junior | Internazionali: Junior | Internazionali: Junior | Internazionali: Junior | Internazionali: Junior | Internazionali: Junior | Internazionali: Junior | Internazionali: Junior | Internazionali: Junior |
| Evento                                                                                         | 1997–98                | 1998–99                | 1999–00                | 2000–01                | 2001–02                | 2002–03                | 2003–04                | 2004–05                | 2005–06                |
| ---------------------------------------------------------------------------------------------- | ---------------------- | ---------------------- | ---------------------- | ---------------------- | ---------------------- | ---------------------- | ---------------------- | ---------------------- | ---------------------- |
| Campionati mondiali                                                                            |                        |                        |                        |                        |                        |                        | 13°                    |                        | 3°                     |
| JGP Finale                                                                                     |                        |                        |                        |                        |                        |                        |                        |                        | 2°                     |
| JGP Andorra                                                                                    |                        |                        |                        |                        |                        |                        |                        |                        | 2°                     |
| JGP Bulgaria                                                                                   |                        |                        |                        |                        |                        |                        |                        |                        | 1°                     |
| JGP Repubblica Ceca                                                                            |                        |                        |                        |                        |                        |                        | 4t°                    |                        |                        |
| JGP Germania                                                                                   |                        |                        |                        |                        |                        | 8°                     |                        |                        |                        |
| JGP Giappone                                                                                   |                        |                        |                        |                        |                        |                        | 4°                     |                        |                        |
| JGP Romania                                                                                    |                        |                        |                        |                        |                        |                        |                        | 3°                     |                        |
| JGP Serbia                                                                                     |                        |                        |                        |                        |                        | 6°                     |                        | 3°                     |                        |
| Helmut Cup                                                                                     |                        |                        |                        |                        | 1° N.                  |                        |                        |                        |                        |
| Nazionali                                                                                      |                        |                        |                        |                        |                        |                        |                        |                        |                        |
| Campionati statunitensi                                                                        |                        |                        | 6° N.                  | 6° N.                  | 2° N.                  | 7° J.                  | 2° J.                  |                        | 1° J.                  |
| U.S. Junior Championships                                                                      | 2° Jv.                 | 1° I.                  |                        |                        |                        |                        |                        |                        |                        |
| Midwestern Sectional Championships                                                             |                        | 1° I.                  | 3° N.                  | 2° N.                  | 1° N.                  |                        | 1° J.                  |                        |                        |
| Eastern Great Lakes Regionals                                                                  | 1° Jv.                 | 1° I.                  | 3° N.                  |                        |                        |                        |                        |                        |                        |
| Categorie: Jv. = Juvenile; I. = Intermediate; N. = Novice; J. = Junior JGP = Junior Grand Prix |                        |                        |                        |                        |                        |                        |                        |                        |                        |